# В'ялий Володимир Петрович
Володимир Петрович В'я́лий (нар. 12 червня 1930, Гайчур — пом. 4 грудня 2005) — український скульптор; член Спілки радянських художників України з 1970 року.

## Біографія
Народився 12 червня 1930 року в селі Гайчурі (нині селище міського типу Тернувате Запорізького району Запорізької області, Україна). Упродовж 1947—1952 років навчався у Дніпропетровському художньому училищі, де його викладачами були зокрема Олена Бєляєва, Олексій Жирадков, Михайло Панін, Олександр Ситник, Надія Скалецька. Дипломна робота — «Володимир Маяковський» (керівник Олександр Ситник).
Після здобуття фахової освіти працював методистом з образотворчого мистецтва у Дніпропетровському будинку народної творчості; у 1955—1964 роках — скульптором Запорізького товариства художників; з 1965 року очолював художню студію у Запорізькому будинку нарної творчості. Був членом КПРС.
Жив у місті Запоріжжі в будинку на вулиці Нижньодніпровській, № 16, квартира № 5 та в будинку на вулиці 40 років Радянської України, № 88, квартира № 33. Помер 4 грудня 2005 року.

## Творчість
Працював у галузі станкової та монументальної скульптури. Створив низку пам'ятників визначначним діячам, письменникам, воїнам-визволителям. Серед робіт:
станкова скульптура
- «Іван Франко» (1956);
- «Володимир Ленін» (1957, варіант — 1962);
- «Юність» (1957);
- «Максим Горький» (1958);
- «Павло Корчагін» (1959);
- «Чабан Коваленко» (1960);
- «1919-й» (1960);
- «Чабан Коваленко» (1962);
- «Тарас Шевченко» (1963);
- «Козацька клятва (Гонта)» (1964);
- «Прометей» (1965);
- «Кохана» (1967);
- «Хліб» (1967);
- «Юність» (1968);
- «Хортиця» (1995).

пам'ятники
- першій Ногайській раді у Приморську (1963, штучний камінь; у співавторстві з Андрієм Диким);
- Володимиру Леніну в колгоспі «Росія» Кіровоградської області (1964);
- «Мати-Батьківщина» у селі Самійлівці Запорізької області (1965, бетон);
- героям підпілля у Запоріжжі (1967, у співавторстві);
- «Мати» на кладовищі в селі Вербовому Пологівського району Запорізької області (1968);
- Тарасу Шевченку (1989);

пам'ятні знаки
- на честь розгрому польських гнобителів у січні 1648 року (1996);
- Байді Вишневецькому на острові Хортиці (1999);

інше
- меморіальна дошка Нестору Махну (1997);
- погруддя Ісака Рогачевського (2000).

Брав участь в обласних, республіканських, зарубіжних мистецьких виставках з 1964 року. Персональні виставки відбулися у Запоріжжі у 1967, 1970, 1982 роках.